# 宏分集
在无线通信中，宏分集（英語：macrodiversity）是指在不同的地理位置和方向上设置两个或以上的基站，这些基站同时与一个移动台进行通信，而接收机选择当中信号最好的基站接收。使用宏分集可以减少慢衰落对信号的影响。
以下是宏分集的例子：
- CDMA，软切换.
- UMTS，更软切换.
- OFDM，基于单频网络(SFN)和动态单频网络(DSFN).
- 802.16e，宏分集切换(MDHO).